# Bill LaVorgna
William A. „Bill“ LaVorgna (* 3. Juni 1933 in Paterson, New Jersey; † 31. Juli 2007 in Stuart, Florida) war ein US-amerikanischer Traditional-Pop- und Jazzmusiker (Schlagzeug), der lange Jahre als musikalischer Leiter für Liza Minnelli arbeitete.

## Leben und Wirken
LaVorgana besuchte die Paterson Central Highschhol, die er 1951 abschloss; anschließend studierte er an der New York University, an der er Abschlüsse in Musikpädagogik und Musik erwarb. Erste Plattenaufnahmen entstanden in den frühen 1960er-Jahren mit Tony Mottola (Warm Feelings); in den folgenden Jahren spielte er u. a. auch mit Eddie Hazell, Sam Most, mit Warren Kimes Brass Choir, Stan Free, Toots Thielemans, Phil Woods, Elaine „Sparky“ Farlane, Marvin Stamm, Pat Williams, Gary McFarland, Paul Desmond, in den 1970er-Jahren auch mit  Gary Burton, Urbie Green, Joe Thomas, The Jack Manno Singers (The Greatest Song Hits of Walter Donaldson), Kimiko Kasai/Bobby Scott, Barbara Carroll und Ralph Burns. Außerdem trat er mit Judy Garland, Frank Sinatra, Dizzy Gillespie, Sammy Davis Jr., Pat Boone und Barry Manilow auf.
Für über 30 Jahre fungierte LaVorgna als musikalischer Leiter für Liza Minnelli. Im Bereich des Jazz war er zwischen 1961 und 1987 an 35 Aufnahmesessions beteiligt, zuletzt bei Bob Dorough. Im Laufe seines Lebens soll er an 10.000 Aufnahmesessions mitgewirkt haben.
Mit Ted Sommer legte Bill LaVorgna 1961 zwei Easy-Listening-LPs vor. Mit Walter Raim schrieb er den Song „East Is East But Mae Is West“.

## Diskographische Hinweise
- Ted Mazio Percussion Group, Ted Sommer, Bill Lavorgna: Dancing Percussion Music of the 30's (1961)
- Ted Sommer & Bill Lavorgna: Cole Porter in Pleasing Percussion (1961)